# Ratos de Porão
Ratos de Porão (literalment del portuguès «Rates de soterrani») és un grup de hardcore punk i crossover thrash brasiler format el 1981 durant l'explosió del punk a São Paulo. Amb més de quaranta anys de carrera, són reconeguts internacionalment com els referents brasilers del gènere, especialment a Europa.

## Història
Influenciats pel moviment punk que va agafar forma a São Paulo, Juan «Jäo» Carlos Molina Esteves va formar Ratos de Porão amb el seu cosí Roberto Massetti «Betinho» i el seu amic Ahmed Jarbas «Jabá». El 1982 el grup va participar en el festival O començo da fin do mundo, que reuní vint conjunts a São Paulo, i es va convertir en una fita pel grup i pel moviment.
El 1984 Ratos de Porão va publicar l'àlbum debut, Crucificado pelo sistema, el primer àlbum punk d'un grup de l'Amèrica Llatina. El mateix any, la cançó «Parásita» va aparèixer en un recopilatori internacional en casset, World Class Punk, del segell ROIR de Nova York. Com la majoria de compilacions internacionals que aleshores es van publicar amb bandes punk brasileres, aquestes només es van assabentar de la seva participació després del seu llançament, i no en van rebre ni un cèntim, malgrat l'èxit. Tot i això, va servir per a donar a conèixer Ratos de Porão mundialment.
El grup es va apropar al crossover thrash, influenciat per bandes com DRI i Broken Bones, amb l'àlbum Rest in peace. A causa de la influència del thrash metal en el so, alguns punks van acusar el conjunt de traïció. El 1987 Ratos de Porão va publicar Cada dia mais sujo e agressivo en dues versions, en portuguès i anglès. Gràcies al llançament a l'estranger de Cada dia mais sujo e agressivo, va signar un contracte amb el segell neerlandès Roadrunner Records i el 1989 enregistraren a Alemanya l'àlbum Brasil, produït per Harris Johnson, (també amb versions en portuguès i en anglès). La portada la dissenyà un dibuixant de còmics underground de São Paulo, Marcatti, que un any més tard va publicar dues edicions d'unes historietes sobre Ratos de Porão.
El 1990 va publicar l'àlbum Anarkophobia, de nou a Alemanya, amb el mateix productor i dibuixant que a l'anterior, i incloent-hi una versió de Ramones, més una gira per Europa per a promocionar l'àlbum. El 1993, gravaren Just another crime in ... Massacreland, l'únic àlbum amb la majoria de cançons en anglès, amb excepcions, incloent-hi una en italià. Aquest àlbum es va centrar més en el thrash metal, incloent una versió de «Breaking all the rules» de Peter Frampton. El 1995 donaren a conèixer Feijoada acidente?, un tribut a bandes punk brasileres i internacionals. El títol és una paròdia del disc Spaghetti Incident?, de Guns N' Roses, també de versions. El 1999 va publicar Periferia 1982, amb gravacions de les maquetes dels seus inicis.
Per a celebrar els seus vint anys de carrera, Ratos de Porão va tornar a gravar el primer àlbum, ara anomenant-lo Sistemados pelo crucifa que adjuntava una revista explicant la història del grup. El 2001 el bateria Boka va publicar l'elapè Guerra civil canibal amb el seu propi segell, Peculio Discos. El 2003, Ratos de Porão va signar amb el segell de heavy metal Century Media i va publicar l'aclamat Onisciente coletivo. El mateix any, el grup va publicar l'àlbum Ao vivo no CBGB, gravat al temple del punk rock de Nova York, el CBGB. El 2006 el quartet va publicar el CD Homem o inimigo do homem, amb el segell brasiler Deckdisc. Els anys 2006 i 2007, els directors Fernando Rick i Appezzato Marcelo van rodar el documental Guidable - A verdadeira história de Ratos de Porão, amb imatges inèdites i entrevistes d'arxiu amb totes les formacions del grup. El 2009, la productora Black Vomit va reproduir-lo en alguns festivals al Brasil, i una versió en DVD va sortir a finals de 2010.

## Discografia

### Àlbums d'estudi
- Crucificados pelo sistema (LP, 1984, Punk Rock Discos)
- Descanse em paz (LP, 1986, Baratos Afins)
- Cada dia mais sujo e agressivo (LP, 1987, Cogumelo Discos)
- Dirty and aggressive (LP, 1987, Cogumelo Discos)
- Brasil (LP, 1989, Gravadora Eldorado/Roadrunner Records)
- Anarkophobia (LP, 1990, Gravadora Eldorado/Roadrunner Records)
- Just another crime in... Massacreland (LP/CD, 1993, Roadrunner Records)
- Feijoada acidente? (CD, 1995, Roadrunner Records)
- Carniceira tropical (CD, 1997, Paradoxx Music/Alternative Tentacles)
- Sistemados pelo crucifa (CD, 2001, Pecúlio Discos/Alternative Tentacles)
- Onisciente coletivo (CD/LP, 2003, Century Media/Alternative Tentacles)
- Homem inimigo do homem (CD/LP, 2006, Deckdisc)
- Século sinistro (CD/LP, 2014)
- Necropolítica (CD/LP, 2022)[8]

### EP
- Guerra civil canibal (2000)
- Isentön Päunokü (2022)[1]

### Compartits
- Ratos de Porão & Looking For An Answer (2010)

### Recopilatoris
- Periferia 1982 (CD, 1999, Gravações Sem Qualidade/Voice Music)
- Só crássicos (CD, 2000, RDS Fonográfica)
- No money, no english (CD, 2012, Peculio Discos)

### Videografia
- Anarkophobia (VHS, 1991)
- Ratos de Porão: Ao Vivo no Circo Voador (2006, Monstro Records)
- Botinada: a origem do punk no brasil (2006, ST2)
- Guidable - A verdadeira história do Ratos de Porão (2009, Black Vomit)
- Crucificados pelo sistema: 30 Anos (2014, Black Vomit)